# رتبة سفلى (تصنيف)

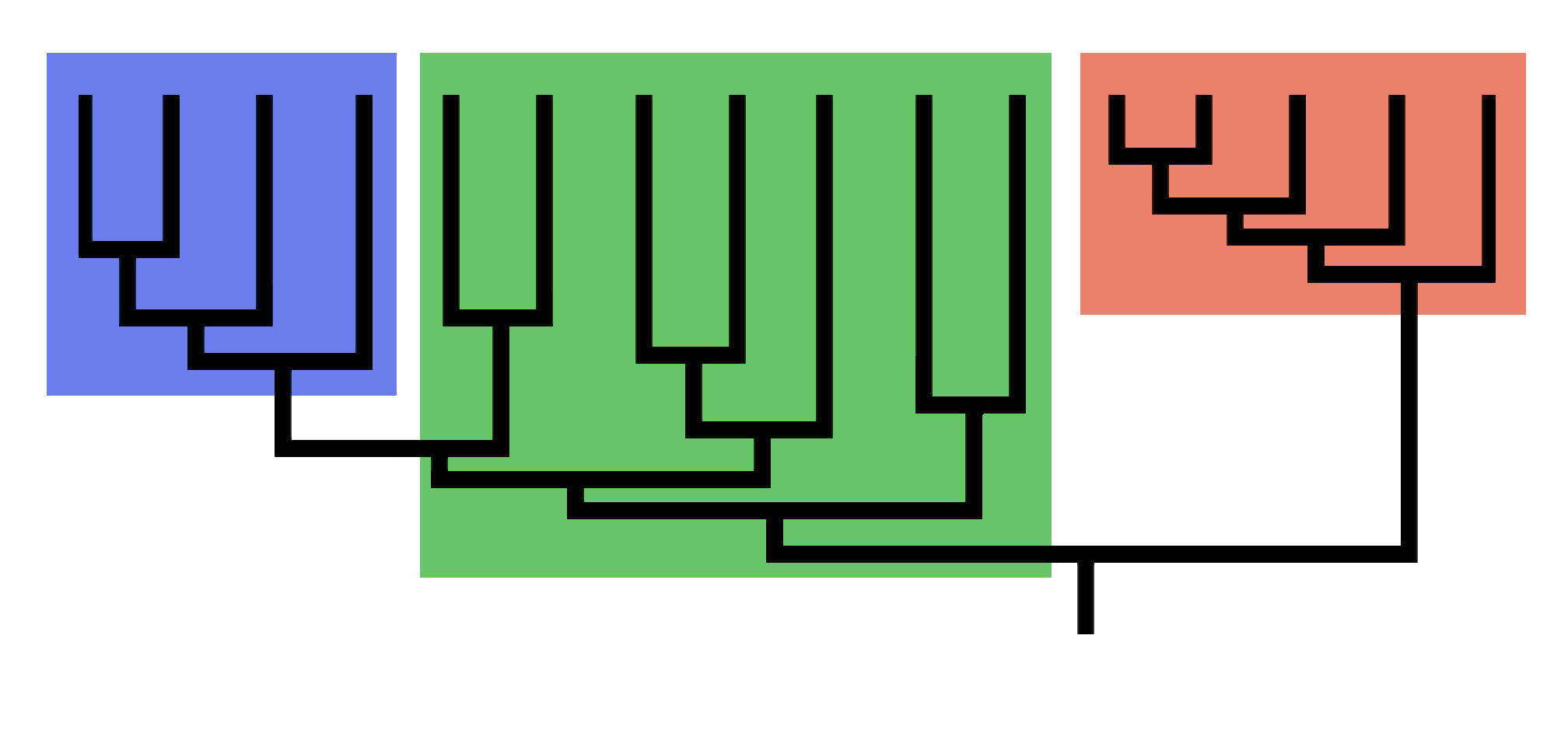

رتبة سفلى (بالإنجليزية: Infraorder)‏ هي مرتبة تصنيفية فرعية ضمن تصنيفات الرتبة وتأتي بعد مرتبة الرتيبة وتعلو تصنيف الفصيلة العليا. وهي ليس من المرتبات التصنيفية الأساسية.